# Spiophanes lowai
Spiophanes lowai är en ringmaskart som beskrevs av Solis-Weiss 1983. Spiophanes lowai ingår i släktet Spiophanes och familjen Spionidae. Inga underarter finns listade i Catalogue of Life.